# Forest Park, Ohio
Forest Park är en ort i Hamilton County i delstaten Ohio, USA.